# Awusone Yekeni
Awusone Yekeni (ur. 23 lipca 1983) − ghański bokser kategorii ciężkiej, dwukrotny medalista igrzysk Wspólnoty Narodów, były reprezentant drużyny Beijing Dragons w World Series of Boxing.

## Kariera amatorska
W 2006 zdobył brązowy medal na igrzyskach Wspólnoty Narodów w Melbourne. Rywalizację rozpoczął od zwycięstwa nad Emmanuelem Izonriteiem, pokonując go nieznacznie na punkty (14:12). W ćwierćfinale pokonał na punkty reprezentanta Szkocji Stephena Simmonsa, zapewniając sobie miejsce na podium w kategorii ciężkiej. W finale przegrał na punkty (13:25) z reprezentantem Australii Bradem Pittem. W 2007 reprezentował Ghanę na mistrzostwach świata w Chicago. Przegrał tam swój pierwszy pojedynek z Yamiko Chinulą. W 2008 był uczestnikiem turnieju kwalifikacyjnego dla Afryki na igrzyska olimpijskie w Pekinie. Odpadł tam w ćwierćfinale, przegrywając wyraźnie na punkty z Olanrewaju Durodolą.
W 2009 został brązowym medalistą mistrzostw Afryki w kategorii ciężkiej. W półfinale pokonał go reprezentant Kamerunu David Assiene. W 2010 ponownie został brązowym medalistą igrzysk Wspólnoty Narodów. W półfinale przegrał walkowerem z reprezentantem Anglii Simonem Vallily.